# Segelfluggelände Kirchzarten

i7
i11
i13

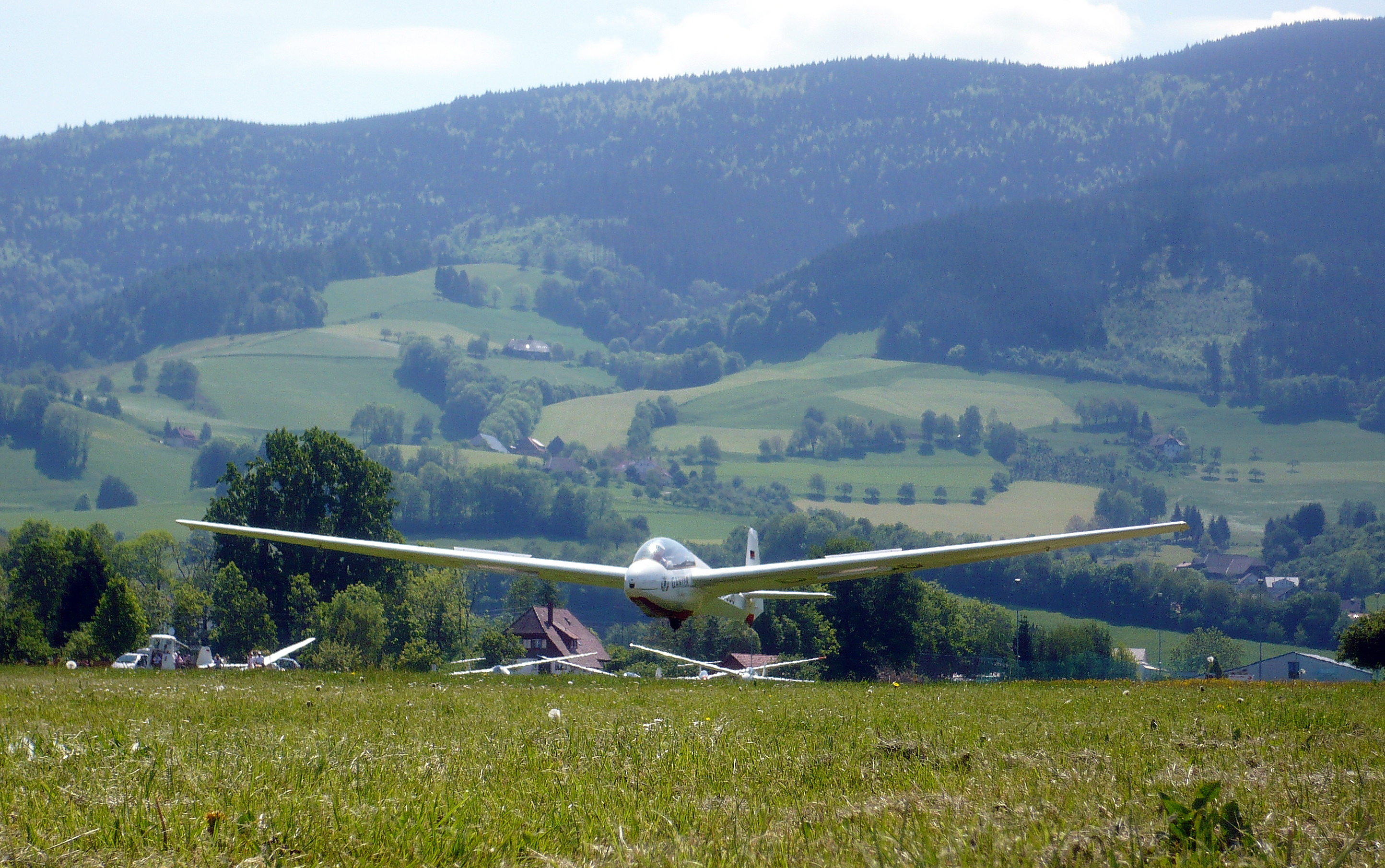
Segelflugzeug ASK 13 im kurzen Endanflug auf Piste 36L

Das Segelfluggelände Kirchzarten ist ein Segelflugplatz, der sich rund zehn Kilometer südöstlich der Stadt Freiburg im Breisgau, Deutschland, zwischen den Gemeinden Kirchzarten und Oberried befindet. Er ist der Heimatflugplatz des in Freiburg und Kirchzarten beheimateten Segelflugvereins Breisgauverein für Segelflug (BVS), der den Flugplatz und die örtlichen Einrichtungen in den 1970er-Jahren errichtet hat. Bis 2009 haben sich zwei andere Segelflugvereine (AKA Flieg Freiburg und CFM Emmendingen) den Flugplatz mit dem BVS geteilt. Seitdem haben diese ihren Flugbetrieb auf den Flugplatz Freiburg verlegt.

## Flugbetrieb
Die Flugsaison erstreckt sich in der Regel über das Sommerhalbjahr von April bis Oktober über alle Wochenenden. Im Winterhalbjahr ist der Flugplatz unbenutzbar.
Momentan sind auf dem Flugplatz Kirchzarten nur Windenstarts zugelassen. Starts von motorisierten Luftfahrzeugen sind aufgrund örtlicher Lärmbeschränkungen streng begrenzt. Nur zu besonderen Anlässen wird ein F-Schlepp genehmigt.
Piste 18C/36C (1170 m) wird für den Windenstartbetrieb genutzt, hauptsächlich jedoch Piste 36C aufgrund der örtlichen Windbedingungen. Landungen werden normalerweise auf den zwei kürzeren Pisten durchgeführt, jedoch wird bei stillen Windbedingungen und niedrigem Verkehrsaufkommen auch die zentrale Piste in Gegenrichtung genutzt, um Zeit im Flugbetrieb gutzumachen.

### Technische Daten
Der Flugplatz ist für Segelflugzeuge, Motorsegler und Ultraleichtflugzeuge mit PPR beschränkt zugelassen. Starts von motorgetriebenen Luftfahrzeugen bedürfen ebenfalls vorheriger Genehmigung. Die drei Graspisten sind 1.170, 460 und 260 m lang und bieten somit auch für motorgetriebene Luftfahrzeuge genügend Landestrecke.
Kraftstoffe für Luftfahrzeuge stehen nicht zur Verfügung.
Etwa 2.500 Flugbewegungen werden pro Jahr am Flugplatz Kirchzarten registriert.

## Einrichtungen
Der Flugplatz Kirchzarten verfügt heute über einen Hangar des Breisgauverein für Segelflug, drei Graspisten, eine Doppeltrommelwinde, ein Clubheim, einen Tower sowie einen nahegelegenen Campingplatz.
Wochenends ist der Platz bei entsprechenden meteorologischen Bedingungen von ca. 10 Uhr bis 18 Uhr lokal geöffnet. Kirchzarten Segelflug ist auf der Frequenz 126,035 MHz zu erreichen.

## Fliegergruppen
Der Flugplatz wird genutzt von dem 1962 gegründeten „Breisgauverein für Segelflug“ (Platzhalter). Daneben absolvieren seltener die Segelflieger der Akaflieg Freiburg und des CFM Emmendingen ihre Flüge vom Flugplatz Kirchzarten aus.
Weiterhin ist ein Modellflugverein in Kirchzarten beheimatet, der seinen Flugbetrieb mittwochs und freitags an Nachmittagen ausrichtet.